# John Wrottesley (1er baron Wrottesley)
John Wrottesley, 1er baron Wrottesley (4 octobre 1771 - 16 mars 1841), titré 9e baronnet de 1787 à 1838, est un soldat britannique et député.

## Biographie

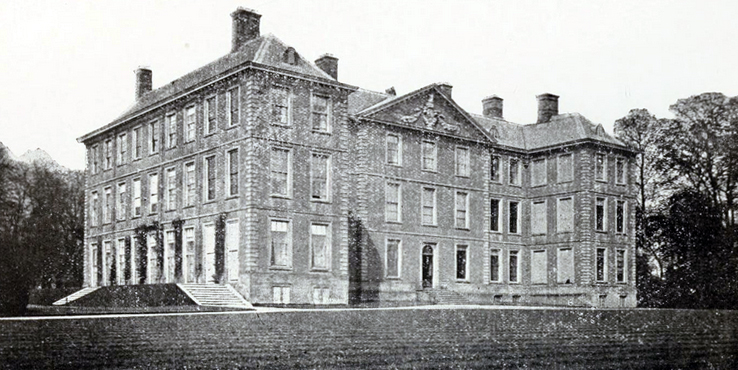
Wrottesley Hall

Il est le fils de John Wrottesley (8e baronnet). Il sert dans l'armée britannique et atteint le rang de major général. Il siège également au Parlement pour Lichfield de 1799 à 1806, le Staffordshire de 1823 à 1832 et Staffordshire South de 1832 à 1837. Le 11 juillet 1838, il est élevé à la pairie sous le nom de baron Wrottesley, de Wrottesley dans le comté de Stafford.
Lord Wrottesley épouse en 1795 Caroline Bennet, fille de Charles Bennet (4e comte de Tankerville). Après la mort de sa première femme en 1818, il épouse en deuxièmes noces Julia Conyers, fille de John Conyers de Copped Hall, Essex, en 1819. Julia est la veuve du capitaine John Astley Bennet, frère de la première femme de Wrottesley. Il n'y a pas d'enfants de ce mariage. Lord Wrottesley meurt en mars 1841, à l'âge de 69 ans. Son fils, John Wrottesley (2e baron Wrottesley), lui succède dans la baronnerie.